# Ernst Schäfer
Ernst Schäfer (1910, Colônia — 1992, Bad Bevensen) foi um famoso zoólogo e explorador alemão.

## Biografia
Ernst Schäfer cresceu em Waltershausen (Turíngia) e estudou de 1928 a 1934 em Gotinga e Hanôver Zoologia e Botânica, mas também Geologia, Mineralogia, Química, Física e Etnologia. Sua especialidade era a Ornitologia.
Schäfer é mais conhecido pelas suas três expedições ao Tibete, em 1931, 1934-1935 e 1938-1939, as duas primeiras lideradas pelo norte-americano Brooke Dolan II e a terceira por ele mesmo, sob o patrocínio da organização Ahnenerbe, de Heinrich Himmler. 3 300 espécimes de aves foram coletadas nestas expedições.
Em julho de 1934, durante sua segunda expedição na Ásia, encontrou o então exilado Panchen Lama, Thubten Chökyi Nyima, em Hangzhou, na China.
Schäfer integrou as SS em 1933, mas depois da Segunda Guerra Mundial ele declarou ter sido recrutado contra a sua vontade, e que o passo era necessário para o futuro da sua carreira.
Em 1945, ele recebeu a Cruz de Mérito de Guerra, segunda classe com espadas.
Schäfer escreveu diversos livros, incluindo Berge, Buddhas und Bären (Montanhas, Budas e ursos), e ajudou a produzir o filme Geheimnis Tibet (Tibete Secreto).